# Оберн (Илиноис)
Оберн (енгл. Auburn) град је у америчкој савезној држави Илиноис. По попису становништва из 2010. у њему је живело 4.771 становника.

## Демографија
Према попису становништва из 2010. у граду је живело 4.771 становника, што је 454 (10,5%) становника више него 2000. године.
| Група             | 2000.         | 2010.         |
| Белци             | 4.228 (97,9%) | 4.597 (96,4%) |
| Афроамериканци    | 13 (0,3%)     | 24 (0,5%)     |
| Азијати           | 12 (0,3%)     | 15 (0,3%)     |
| Хиспаноамериканци | 33 (0,8%)     | 77 (1,6%)     |
| Укупно            | 4.317         | 4.771         |